# Темнишки надпис
Темнишкият надпис от времето на цар Самуил е сред най-старите надписи на кирилица и паметници на славянобългарската писменост.
Той е открит в 1909 г. в близост до училището на с. Горни Катун при град Крушевец, Расински окръг и днес е част от археологическата колекция на Националния музей в Белград.
Сръбски изследователи след палеографски и езиков анализ на текста еднозначно датират надписа към края на X или в началото на XI век.

## Текст на надписа
Паметникът е епиграф от анонимни каменоделци върху каменна варовикова плоча с размери 19,5 х 19,5 х 5 см . Надписът е c умело изработени уставни кирилски букви в седем реда. Представлява кратък текст, съдържащ имената на десет от Светите четиридесет Севастийски мъченици и молитва към тях да се застъпват пред Бога за поставилите надписа.
| „ | Свети Ксантий, Сисиний, Леонтий, Мелитон, Севериан, Филоктимон, Ангий, Ираклий, Екдикт, Кирион молите Бога за нами! | “ |